# Robins Air Force Base
Robins AFB is een grote United States Air Force vliegbasis en plaats (census-designated place) in de Amerikaanse staat Georgia, en valt bestuurlijk gezien onder Houston County.
De basis is genoemd ter ere van brigadegeneraal Augustine Warner Robins, de "vader van de logistiek" van de luchtmacht. De basis is het grootste industriële complex in Georgië en heeft meer dan 25.584 burgers, aannemers en militairen in dienst.
Robins AFB is de thuisbasis van het Warner Robins Air Logistics Complex (WR-ALC) (FLZ) van het Air Force Materiel Command, de wereldwijde beheerder voor een breed scala aan vliegtuigen, motoren, raketten, software en avionica en accessoirecomponenten. Het is een van de drie Air Force Air Logistic Complexes, de andere zijn Oklahoma City Air Logistics Complex (OC-ALC) op Tinker Air Force Base, Oklahoma, en Ogden Air Logistics Complex (OO-ALC) op Hill Air Force Base, Utah.
De Host Unit op Robins AFB is de 78th Air Base Wing (78 ABW) die diensten en ondersteuning biedt aan het Warner Robins Air Logistics Complex en zijn huurdersorganisaties.

## Demografie
Bij de volkstelling in 2000 werd het aantal inwoners vastgesteld op 3949.

## Geografie
Volgens het United States Census Bureau beslaat de plaats een oppervlakte van
7,1 km², waarvan 7,0 km² land en 0,1 km² water.

## Plaatsen in de nabije omgeving
De onderstaande figuur toont nabijgelegen plaatsen in een straal van 28 km rond Robins AFB.